# Tui shou

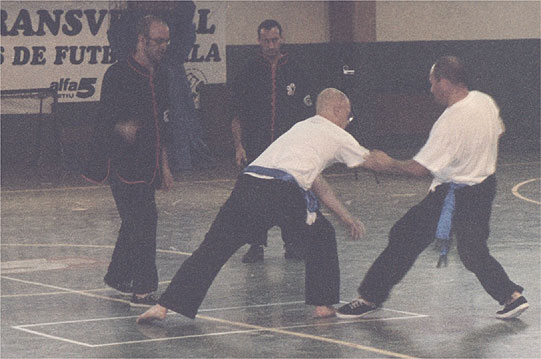
Tui Shou

Tui Shou ou tui-sou (Chinês tradicional: 推手; pinyin: tuī shǒu; Wade-Giles: t'ui shou), é um termo chinês que pode ser traduzido como "empurrar as mãos" ou "mãos coladas", designando exercícios praticados em dupla em diversos estilos de artes marciais internas (Chinês tradicional:內家; pinyin: nèi jiā), como o Pa Kua Chang (Baguazhang), Hsing-I Chuan (Xingyiquan), Tai Chi Chuan (Taijiquan) e o I-Chuan (Yiquan).

## A prática doTui Shou

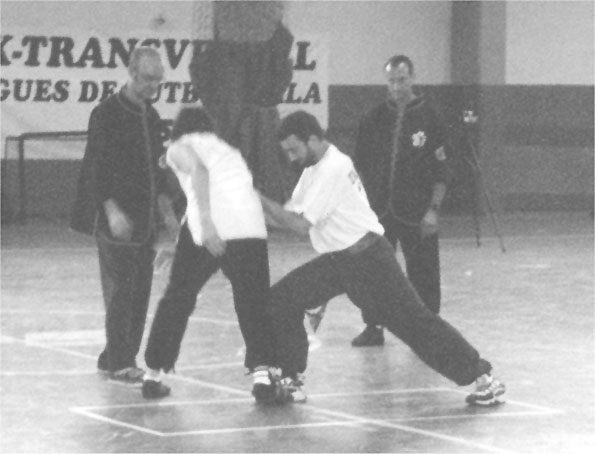

O tui shou é praticado entre duas pessoas: enquanto um dos praticantes ataca, o outro defende. Quando um é Yang, o outro é Yin, prontos para transformarem-se no inverso através de movimentos circulares. A prática visa a desenvolver tanto o físico como a mente dos praticantes. O Tui Shou desenvolve a capacidade de ceder, tanto física quanto mentalmente. O objetivo deste treinamento é desenvolver a capacidade de colar e ceder, que só é conseguida através da ampliação da sensibilidade.
A pessoa que cede ao estar sob aplicação de uma força, pode fazer uso desta contra quem aplicou. Esta é a máxima das artes marciais - usar a força do adversário contra ele mesmo.

## Aspectos a serem observados na prática doTui Shou
Para realmente se conseguir desenvolver a técnica do Tui Shou, alguns itens devem ser observados:
- Relaxar - Ao se relaxar o corpo, consegue-se liberar o Chi, e efetuar os movimentos corretamente, e continuamente.
- Aparar - É provocar o contato com a outra pessoa. Uma vez que tenha sido feito o contato com o movimento do adversário, deve-se fazer o próximo passo, que é o colar.
- Colar - Colar nada mais é do que permanecer junto, em contato. Através deste toque, a sensibilidade é ativada para perceber a intensidade e direção do movimento do adversário. Para isto, o treinamento inicial do Tui Shou deve ser feito em baixa velocidade, caso contrário a sensibilidade não fica aguçada. Mais tarde, com o desenvolvimento correto de todos os itens, é que o praticante poderá treinar em maior velocidade, podendo, inclusive, iniciar o San Shou (técnica livre de mãos).
- Desviar - Todo o movimento deve ser iniciado pelo quadril. Sob ação de uma força, utiliza-se um movimento de quadril, que conduz o resto do corpo a fazer um movimento circular, causando, assim, o desvio da ação externa sem sofrer impactos ou desgastes. Para este item funcionar verdadeiramente, deve-se usar a energia de desvio que é desenvolvida pelo Chi e conseguida através do Chi Kung. Sem este Chi, todos os outros requisitos do Tui Shou não serão completos.
- Ceder - Este é o ponto básico dentro do Tui Shou. Ceder é estar vazio perante o toque do adversário. Quando o adversário tenta lhe alcançar e não consegue um ponto de apoio (uma resistência), ficará desequilibrado, bastando um pequeno toque para que vá ao chão. Na natureza, tudo que é duro e rígido se quebra, e o que é macio e flexível se adapta. Basta lembrar que, durante uma tempestade, a árvore que faz resistência se parte ou é derrubada. A que se flexiona (cede) ao vento, permanece em pé. Unindo-se as técnicas de aparar, colar, desviar e ceder, juntamente com o Chi para desvio, o adversário jamais o alcançará e não saberá qual será o seu próximo passo, se sentindo sempre inferior. No avanço, terá a sensação de nunca alcançá-lo. No recuo, sentirá que dispõe de um espaço extremamente curto, e que nunca fugirá ao seu alcance.

## "Tui Shou", o filme
O diretor chinês Ang Lee realizou um filme com o título "Tui Shou" em 1992. Produzido em Taiwan, com duração de 105 minutos, conta com a participação dos atores Sihung Lung, Lai Wang, Bo Z. Wang, Deb Snyder e Haan Lee. O filme recebeu, no Brasil, o título "A Arte de Viver".
O filme conta a história do senhor Chu, um mestre na arte do Tai Chi que se aposenta na China e vai viver nos Estados Unidos com o filho casado com uma americana e com seu neto.
O aprendizado de ceder e expandir, mantendo contato e acompanhando as transformações das situações, característico da prática de Tui Shou, é, no filme, uma metáfora para compreender as transformações no relacionamento entre os membros desta família.